# Acalypha septemloba
Acalypha septemloba är en törelväxtart som beskrevs av Johannes Müller Argoviensis. Acalypha septemloba ingår i släktet akalyfor, och familjen törelväxter. Inga underarter finns listade i Catalogue of Life.